# Joseph-Emmanuel de la Trémoille
Joseph-Emmanuel de la Trémoille (Thouars, 28 de junho de 1659 – Roma 10 de janeiro de 1720) foi um cardeal católico romano.

## Biografia
Nasceu em Thouars em 28 de junho de 1659. Filho de Louis de la Trémoille, duque de Noirmoutiers, e de sua esposa Renée Julie Aubery. Luís era irmão de Anne-Marie de la Tremoé, princesa de los Ursinos , que foi muito influente nas cortes da França e da Espanha, e que obteve para seu irmão numerosos cargos e benefícios. Da mesma família, mas de ramo diferente, era o cardeal Jean-François de la Trémoille (1506). Ele também está listado como Giuseppe Emanuello della Tremoglie de'Duchi di Noirmoutiers; e seu sobrenome como Trémouille.
Estudou na Universidade La Sorbonne, Paris, onde obteve o doutorado.
=
Vigário da diocese de Laon. Auditor da Sagrada Rota Romana, 1693. Abade de Ligny, 1695; e de Sorèze 1702. Embaixador do rei Filipe V da França enquanto esteve em Nápoles, 1702-1706.
Criado cardeal sacerdote no consistório de 17 de maio de 1706; recebeu o chapéu vermelho e o título de SS. Trintà al Monte Pincio, 25 de junho de 1706. Ministro da França perante a Santa Sé, de 1706 até sua morte. Comendador da Ordem de Saint-Esprit , julho de 1708. Abade de Bellecombe, 1706; de Grand Selve, junho de 1707; e de Santo Etienne de Caen, Julio 1710. Camerlengo do Sagrado Colégio dos Cardeais, 14 de janeiro de 1714 a 31 de janeiro de 1715.
Eleito bispo de Bayeux, em 8 de junho de 1716. Promovido à sede metropolitana de Cambrai, em 11 de maio de 1718. Consagrada, em 30 de maio de 1719, igreja de S. Maria degli Angeli, Roma, pelo Papa Clemente XI, auxiliado pelo Cardeal Fabrizio Paolucci, bispo de Albano, e pelo cardeal Francesco Pignatelli, Theat., arcebispo de Nápoles.
Morreu em Roma em 10 de janeiro de 1720, à 1h, em seu palácio perto do Monte Pietà, Roma. Exposto na igreja de S. Luigi dei Francesi, Roma, onde ocorreu o funeral em 13 de janeiro de 1720, e sepultado nessa mesma igreja